# Loweia circe
Loweia circe är en fjärilsart som beskrevs av Denis och Ignaz Schiffermüller 1776. Loweia circe ingår i släktet Loweia och familjen juvelvingar. Inga underarter finns listade i Catalogue of Life.